# Morad Mohammadi
Morad Mohammadi (n. 9 aprilie 1980, Sari, Iran) este un luptător ce a reprezentat Iran, medaliat olimpic. A participat la o ediție a Jocurilor Olimpice (2008) în care a câștigat o medalie de bronz.